# 모범시민
《모범시민》(영어: Law Abiding Citizen)은 2009년에 개봉한 미국의 액션 스릴러 영화이다.

## 출연
- 제이미 폭스 - 니컬러스 "닉" 라이스 역
- 제라드 버틀러 - 클라이드 셸턴 역
- 바이올라 데이비스 - 에이프릴 헨리 역
- 브루스 맥길 - 조너스 캔트렐 역
- 레슬리 비브 - 세라 로웰 역
- 콜름 미니 - 더니건 형사 역
- 리지나 홀 - 켈리 라이스 역
- 마이클 켈리 - 브레이 역
- 마이클 어비 - 가자 형사 역
- 로저 바트 - 브라이언 브링햄 역
- 크리스천 스톨티 - 클래런스 다비 역
- 그레고리 잇진 - 아이거 교도소장 역
- 애니 콜리 - 로라 버치 판사 역
- 리처드 포트노 - 빌 레이놀즈 역
- 조시 스튜어트 - 루퍼트 에임스 역

## 우리말 녹음
KBS 성우진
- 홍시호 - 클라이드(제라드 버틀러)
- 유해무 - 닉(제이미 폭스)
- 박상일 - 검사장(브루스 맥길)
- 김규식 - 레이놀즈(리처드 포트노) / 교도소장(그레고리 잇진)
- 장광 - 더니건 형사(콜름 미니)
- 문관일 - 다비(크리스천 스톨티) / 죄수(리노 라퀸타노)
- 오수경 - 판사(애니 콜리)
- 석원희 - 형사(마이클 어비)
- 서지연 - 세라(레슬리 비브) / 클라이드의 아내(브룩 스테이시 밀스)
- 오인실 - 데니즈(에머럴드에인절 영) / 클라이드의 딸(크제니아 훌라예프)
- 최하나 - 켈리(리지나 홀) / 시장(바이올라 데이비스)
- 방우호 - 에임스(조시 스튜어트) / 브라이언(로저 바트)
- 이병용 - 기자(조지 펠러그리노)